# هوارد شاندلير كريستي
هوارد شاندلير كريستي (بالإنجليزية: Howard Chandler Christy)‏ هو فنان ورسام ومراسل عسكري أمريكي، ولد في 10 يناير 1873 في زانيسفيل في الولايات المتحدة، وتوفي في 3 مارس 1952 في نيويورك في الولايات المتحدة.

## معرض صور

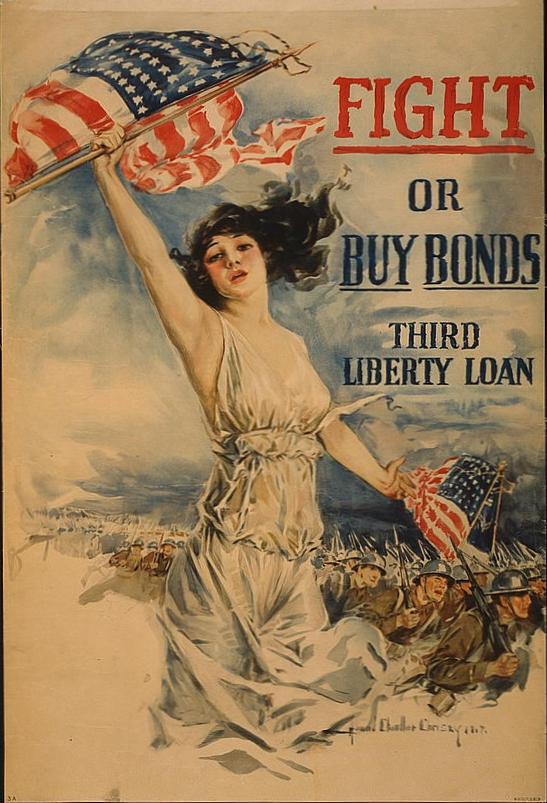
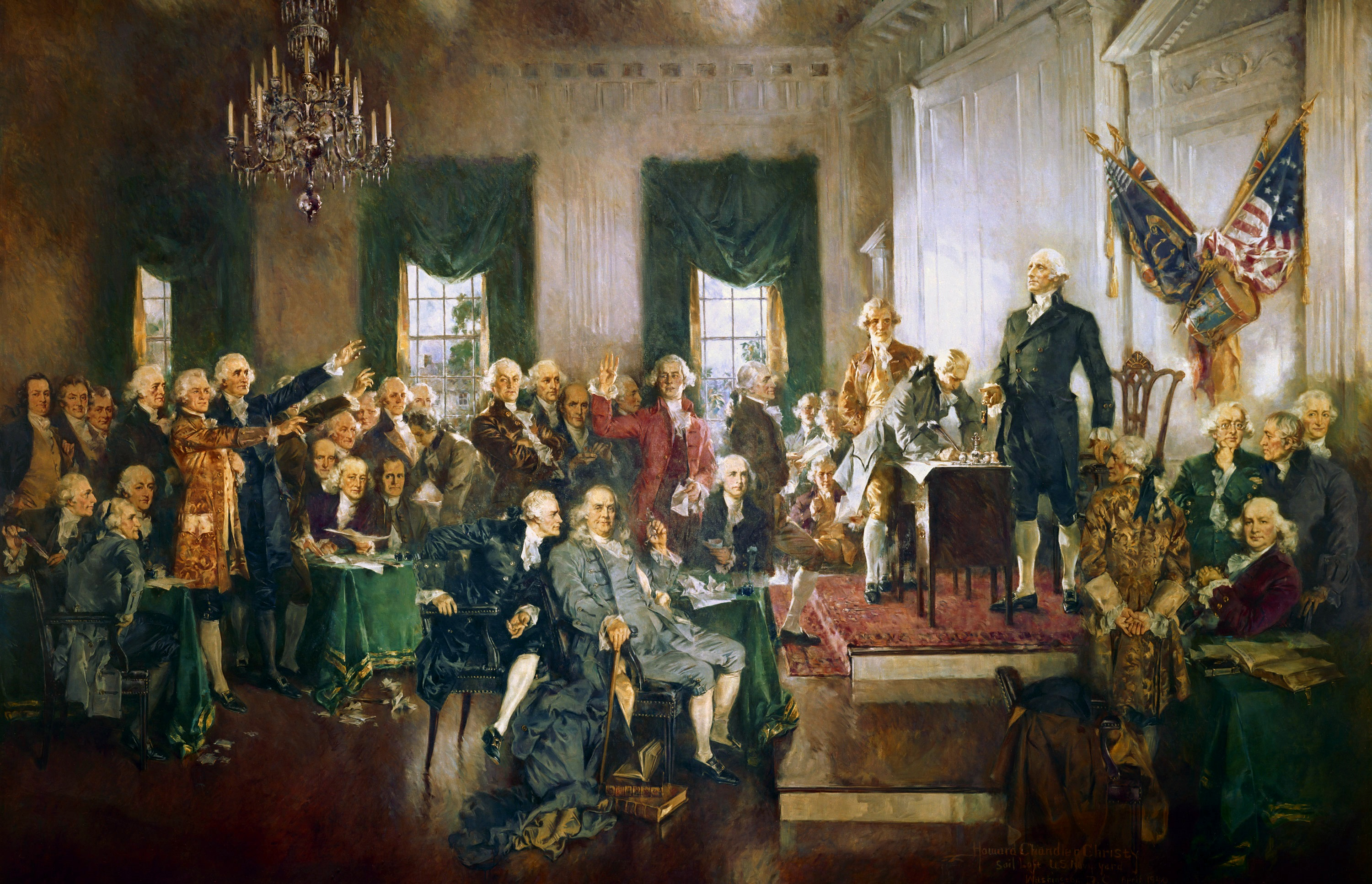
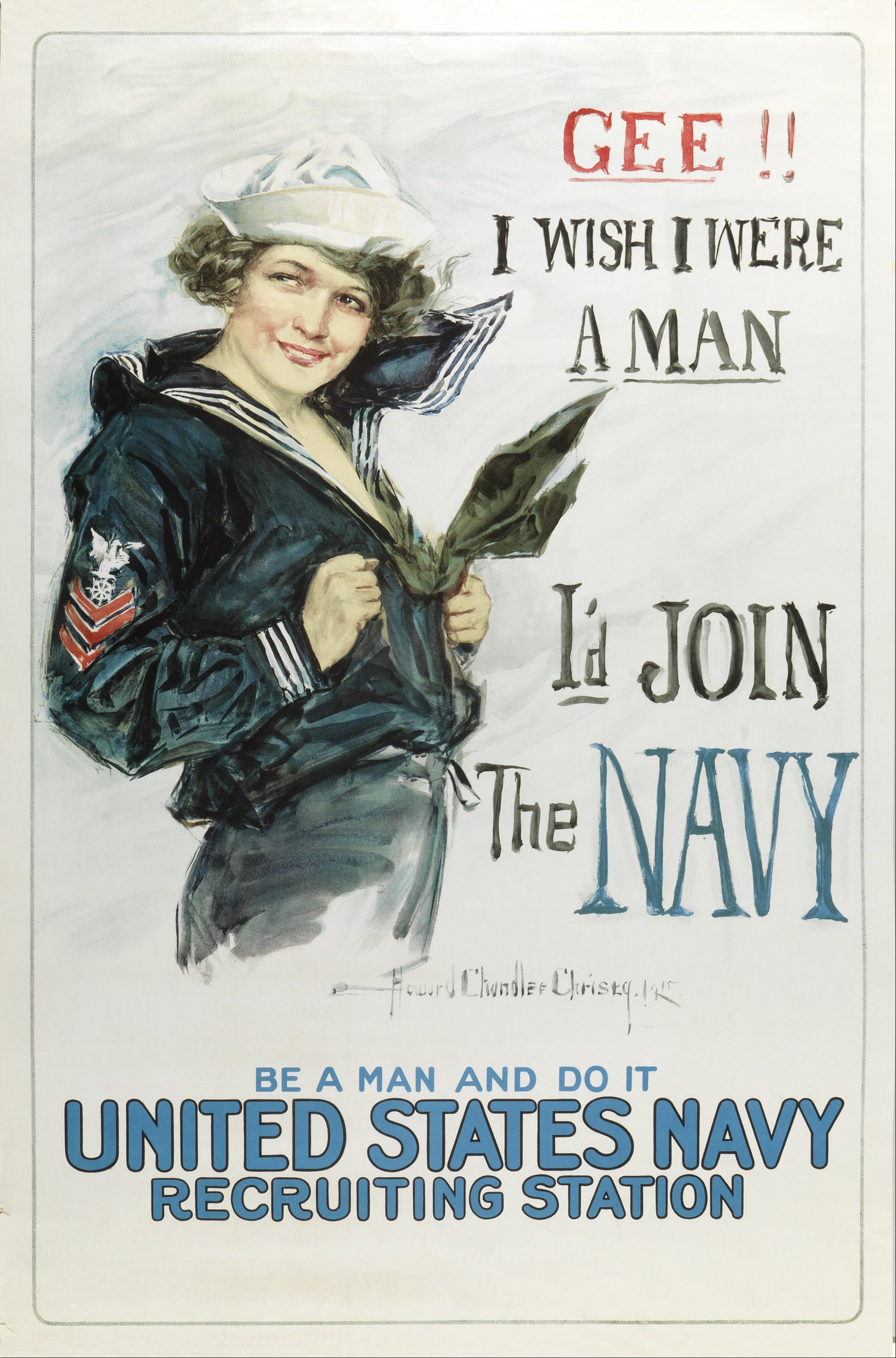
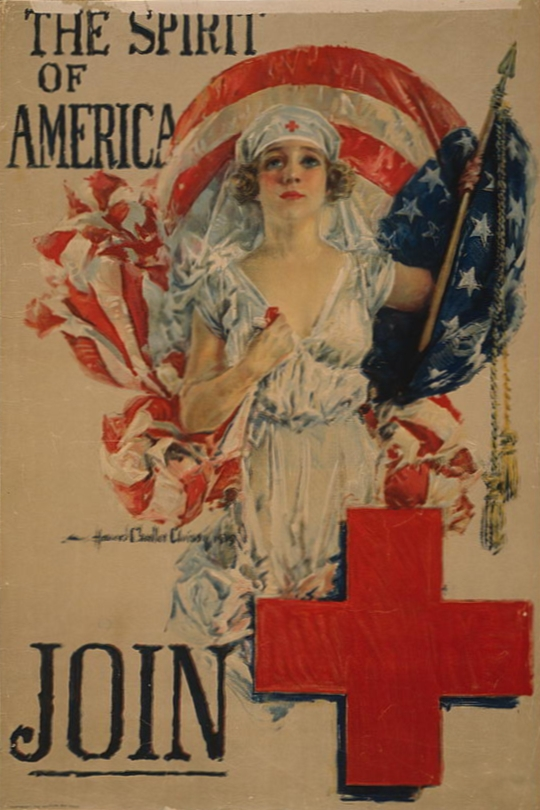